# سامیت استیشن (پنسیلوانیا)
سامیت استیشن (به انگلیسی: Summit Station) یک منطقهٔ مسکونی در ایالات متحده آمریکا است که در شهرستان سچویلکیلل، پنسیلوانیا واقع شده‌است. سامیت استیشن ۲٫۸ کیلومتر مربع مساحت و ۲۰۸ نفر جمعیت دارد.